# Aschraf El Mahdioui
Aschraf El Mahdioui (* 24. května 1996, Amsterdam, Nizozemsko) je nizozemský fotbalový záložník marockého původu, od července 2017 působící ve slovenském klubu FK AS Trenčín. Nastupuje zejména na postu defenzivního záložníka.

## Klubová kariéra
- AVV Zeeburgia (mládež)
- AFC Ajax (mládež)
- Jong Ajax
- ADO Den Haag 2016
- FK AS Trenčín 2017–

Aschraf El Mahdioui začínal s fotbalem v menších nizozemských klubech, v mládežnickém věku hrál mj. v amatérském týmu AVV Zeeburgia. V letech 2013–2015 působil v mládežnických týmech Ajaxu Amsterdam, přivedl ho trenér mládeže Ajaxu Wim Jonk, jenž ho viděl v prosinci 2012 na tréninku Zeeburgie. Sezónu 2015/16 odehrál v dresu Jong Ajaxu (rezervního týmu Ajaxu).
30. června 2016 podepsal smlouvu s klubem ADO Den Haag.
V červnu 2017 podepsal tříletou smlouvu se slovenským prvoligovým klubem FK AS Trenčín. Měl i několik nabídek z Nizozemska.